# Верховна Рада Автономної Республіки Крим
Верховна Рада Автономної Республіки Крим (ВР АР Крим) (крим. Qırım Muhtar Cumhuriyetiniñ Yuqarı Radası, Къырым Мухтар Джумхуриетининъ Юкъары Радасы) — представницький орган Автономної Республіки Крим, який здійснював свої повноваження на підставі Конституції України і законів України, Конституції Автономної Республіки Крим і нормативно-правових актів Автономної Республіки Крим з метою сприяння реалізації прав та інтересів населення автономії та вирішенню питань життєдіяльності регіону. У 2014 році Верховна Рада України ухвалила постанову про дострокове припинення повноважень Верховної Ради Автономної Республіки Крим 6 скликання. З того часу, внаслідок окупації півострову, ВР АРК не відновлювала свою діяльність.

## Історія
Перша сесія першого скликання ВР Кримської Автономної Радянської Соціалістичної Республіки відбулася 21 липня 1938. 30 червня 1945 Кримська АРСР була скасована. Після відтворення Кримської АРСР 22 березня 1991 була проведена перша сесія, на якій Кримська обласна рада була перетворена на Верховну Раду.

## Статус та повноваження
ВР АР Крим є представницьким органом АР Крим, що репрезентує інтереси громадян, спільні інтереси населення, територіальних громад, місцевого самоврядування, АР Крим у цілому, і здійснює свої повноваження з метою сприяння та забезпечення реалізації їх прав і законних інтересів, а також вирішення питань збалансованого соціально-економічного, культурного та іншого розвитку АР Крим.

### Повноваження
Нормативно-правові акти Верховної Ради Автономної Республіки Крим не можуть суперечити Конституції і законам України та приймаються відповідно до Конституції України, законів України, актів Президента України і Кабінету Міністрів України та на їх виконання.
Верховна Рада Автономної Республіки Крим у межах своїх повноважень приймає рішення та постанови, які є обов'язковими до виконання в Автономній Республіці Крим.

### Склад та термін повноважень
ВР АР Крим складається з 100 депутатів, що обираються на основі загального, рівного та прямого виборчого права шляхом таємного голосування. термін повноважень ВР АР Крим — п'ять років. ВР АР Крим є повноважною за умови обрання не менше двох третин від її загального складу.
Повноваження ВР АР Крим попереднього скликання припиняються з моменту відкриття першої сесії ВР АР Крим нового скликання.
Голова ВР АР Крим, його перший заступник та заступник, голови постійних комісій ВР АР Крим здійснюють свої повноваження на постійній основі.

## Депутат

### Загальні положення
Депутатом ВР АР Крим може бути громадянин України, який має право голосу, на день виборів досяг 18 років та мешкає в Україні не менше п'яти років. Не може бути обраний у ВР АР Крим громадянин, який має судимість за вчинення умисного злочину, якщо ця судимість не погашена і не знята у встановленому законом порядку.
Депутати ВР АР Крим, які працюють на постійній основі, не можуть суміщати свою службову діяльність з іншою роботою, крім викладацької, наукової та творчої у позаробочий час, входити до складу керівного органу або наглядової ради підприємства, що має на меті одержання прибутку.
Організація та проведення виборів депутатів ВР АР Крим визначаються законами України, нормативно-правовими актами ВР АР Крим з питань, віднесених до її компетенції.
Депутат ВР АР Крим має всю повноту прав, що забезпечують його активну участь у діяльності ВР АР Крим та її органів, виконує їхні доручення. На час проведення засідань ВР АР Крим, постійних комісій, а також для здійснення інших повноважень, передбачених законами України та Конституцією АР Крим, депутат звільняється від виконання виробничих або службових обов'язків з відшкодуванням йому середньої заробітної плати за основним місцем роботи та інших витрат, пов'язаних з депутатською діяльністю, за рахунок коштів бюджету АР Крим.
Повноваження депутата ВР АР Крим припиняються одночасно з припиненням повноважень ВР АР Крим, а також випадках, передбачених законами України.

### Списки депутатів по скликанням

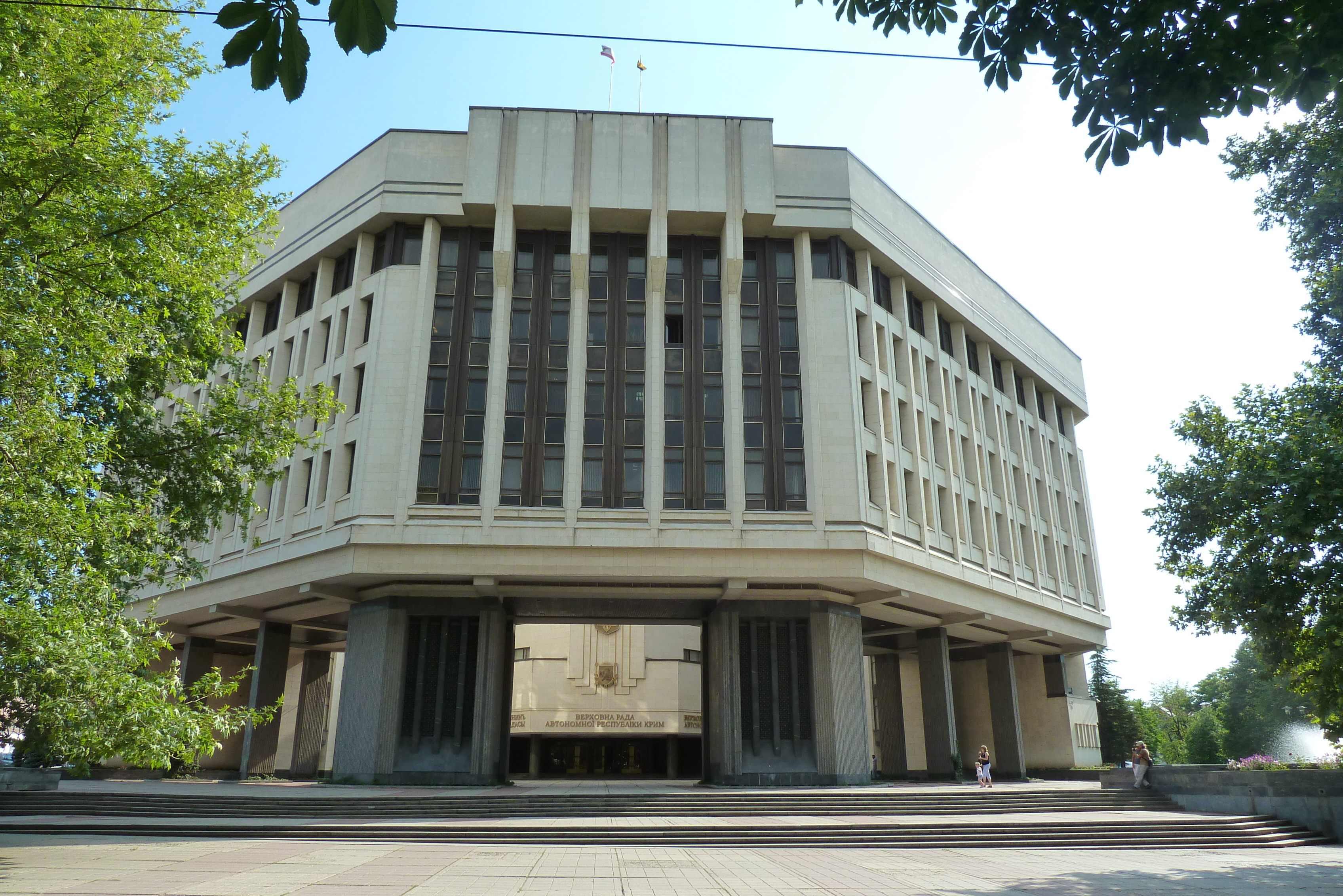
Будівля Верховної Ради АРК

- Депутати ВР АР Крим 1-го скликання (1991–1994)
- Депутати ВР АР Крим 2-го скликання (1994–1998)
- Депутати ВР АР Крим 3-го скликання (1998–2002)
- Депутати ВР АР Крим 4-го скликання (2002–2006)
- Депутати ВР АР Крим 5-го скликання (2006–2010)
- Депутати ВР АР Крим 6-го скликання (2010–2014[3])

## Сесія
Діяльність ВР АР Крим здійснюється сесійно та складається з пленарних засідань ВР АР Крим та засідань її органів.
ВР АР Крим збирається на першу сесію не пізніше ніж на тридцятий день після обрання не менше двох третин від встановленого числа депутатів. Першу сесію відкриває і веде до обрання Голови ВР АР Крим голова виборчої комісії АР Крим.
Порядок діяльності ВР АР Крим, її органів та посадових осіб визначається Конституцією України, Конституцією АР Крим, Регламентом ВР АР Крим та нормативно-правовими актами ВР АР Крим в межах її повноважень.

## Повноваження
ВР АР Крим вирішує питання, віднесені Конституцією України, Конституцією АР Крим і законами України до відання АР Крим, за винятком тих, по яких рішення приймаються республіканським (місцевим) референдумом або Радою міністрів АР Крим та іншими органами виконавчої влади АР Крим.
До компетенції ВР АР Крим належить:
- прийняття Конституції АР Крим та подання її на затвердження ВР України, нормативно-правових актів, внесення в установленому порядку змін і доповнень до них, роз'яснення порядку їх застосування; визначення порядку та забезпечення контролю за виконанням Конституції АР Крим і нормативно-правових актів ВР АР Крим у межах її компетенції;
- призначення чергових виборів депутатів ВР АР Крим, затвердження складу виборчої комісії АР Крим;
- прийняття рішення про проведення республіканського (місцевого) референдуму;
- визначення порядку управління майном, що належить Автономній Республіці Крим;
- визначення порядку управління майном, що перебуває на балансі ВР АР Крим;
- визначення переліку майна АР Крим, підлягає і не підлягає приватизації;
- затвердження бюджету АР Крим і внесення змін до нього, контроль за його виконанням, прийняття рішення щодо звіту про його виконання;
- освіту Рахункової палати ВР АР Крим для здійснення контролю від імені ВР АР Крим за використанням коштів бюджету АР Крим органами виконавчої влади, призначення на посаду та звільнення з посади голови Рахункової палати ВР АР Крим за поданням Голови ВР АР Крим;
- встановлення податків та пільг щодо оподаткування згідно з законами України;
- за пропозицією Ради міністрів АР Крим прийняття рішень про випуск місцевих позик;
- за пропозицією Ради міністрів АР Крим визначення порядку утворення цільових (у тому числі валютних) фондів; затвердження положень про ці фонди; контроль за використанням коштів зазначених фондів; затвердження звітів про використання зазначених фондів;
- за поданням Ради міністрів АР Крим затвердження програм АР Крим з питань соціально-економічного та культурного розвитку; раціонального природокористування, охорони навколишнього природного середовища відповідно до загальнодержавних програм, внесення змін до них і контроль за їх виконанням;
- вирішення питань адміністративно-територіального устрою згідно з із законами України; визнання статусу місцевостей як курортів, встановлення зон санітарної охорони курортів, вирішення питань організації та розвитку курортно-рекреаційної сфери та туризму;
- в межах компетенції ВР АР Крим вирішення питань забезпечення прав і свобод громадян, національної згоди, сприяння охороні правопорядку та громадської безпеки;
- в межах компетенції ВР АР Крим вирішення питань щодо забезпечення функціонування та розвитку державної, російської, кримськотатарської та інших національних мов і культур в Автономній Республіці Крим, охорони та використання пам'яток історії та культури, визначення мови роботи та діловодства республіканських органів;
- участь у формуванні основних принципів внутрішньополітичної, зовнішньоекономічної та зовнішньополітичної діяльності України з питань, що стосуються інтересів АР Крим;
- обрання Голови ВР АР Крим, його першого заступника та заступника, звільнення їх з посад;
- освіту Президії ВР АР Крим, постійних та тимчасових комісій ВР АР Крим, обрання голів постійних та тимчасових комісій;
- твердження Регламенту ВР АР Крим, внесення змін і доповнень до нього;
- утворення апарату ВР АР Крим, затвердження його структури, чисельності та кошторису витрат на його утримання; визначення порядку організації та діяльності апарату; призначення на посади та звільнення з посад за поданням Голови ВР АР Крим керівника Секретаріату та керуючого справами ВР АР Крим;
- призначення на посаду та звільнення з посади за поданням Голови ВР АР Крим Голови Ради міністрів АР Крим відповідно до Конституції України та законам України;
- призначення за поданням Голови Ради міністрів АР Крим заступників Голови Ради міністрів АР Крим, міністрів, голів республіканських комітетів АР Крим;
- затвердження за поданням Голови Ради міністрів АР Крим структури та чисельності Ради міністрів АР Крим, його апарату та кошторису витрат на їх утримання;
- утворення та ліквідація за пропозицією Голови Ради міністрів АР Крим міністерств та республіканських комітетів АР Крим у межах коштів, передбачених бюджетом АР Крим;
- звільнення від посад на підставі та в порядку, передбачених Конституцією України та законами України, Конституцією АР Крим, нормативно-правовими актами ВР АР Крим, членів Ради міністрів АР Крим;
- заслуховування інформації про діяльність, погодження призначення на посади та звільнення з посад начальника Головного управління Міністерства внутрішніх справ України в АР Крим, начальника Головного управління юстиції Міністерства юстиції України в Автономній Республіці Крим, генерального директора Державної телерадіокомпанії «Крим»;
- погодження призначення на посаду Прокурора АР Крим;
- зупинення дії постанов та розпоряджень Ради міністрів АР Крим з питань виконання державних функцій та повноважень у випадках, якщо вони суперечать Конституції України та законам України, актам Президента України та Кабінету Міністрів України, Конституції АР Крим і нормативно-правовим актам ВР АР Крим, з одночасним зверненням до Президента України про їх скасування;
- скасування постанов та розпоряджень Ради міністрів АР Крим з питань, віднесених до відання АР Крим, у разі, якщо вони суперечать Конституції України, Конституції АР Крим, законам України та нормативно-правовим актам Верховного Ради АР Крим;
- ініціювання введення надзвичайного стану та встановлення зон надзвичайної екологічної ситуації в Автономній Республіці Крим або окремих її місцевостях у випадках, передбачених законодавством України;
- заслуховування звітів Голови Ради міністрів АР Крим і членів Ради міністрів АР Крим не більше двох разів на рік;
- прийняття рішень ВР АР Крим про звільнення з посади Голови Ради міністрів АР Крим, інших членів Ради міністрів АР Крим у зв'язку з висловленням недовіри;
- у разі прийняття рішення про звільнення з посади Голови Ради міністрів АР Крим у зв'язку з висловленням недовіри простою більшістю голосів депутатів від загального складу ВР АР Крим звільнення Голови Ради міністрів АР Крим від посади відбувається у порядку, передбаченому Конституцією України;
- відповідно до Закону України «Про Верховну Раду Автономної Республіки Крим» у разі прийняття рішення про звільнення з посади Голови Ради міністрів АР Крим у зв'язку з висловленням недовіри двома третинами голосів депутатів від загального складу ВР АР Крим Президент України дає згоду на звільнення з посади Голови Ради міністрів АР Крим;
- установа республіканських засобів масової інформації;
- рішення в межах повноважень, наданих Верховній Раді АР Крим Конституцією України та законами України, питань, що стосуються земельних відносин, використання природних ресурсів, розмірів плати за використання природних ресурсів, розмірів плати за користування ними та інших;
- затвердження символіки, заснування Грамоти та Почесної грамоти ВР АР Крим, почесних звань та інших відзнак АР Крим відповідно до законодавства України;
- заслуховування звітів комісій, керівників органів, які утворює, обирає та формованих Верховною Радою АР Крим, та посадових осіб, що призначаються, обираються або затверджуються нею;
- згідно з із Законом України про статус депутата ВР АР Крим і нормативно-правовим актам Верховного Ради АР Крим розгляд запитів депутатів, прийняття рішень по запитах;
- прийняття відповідно до законів України рішень про організацію територій та об'єктів природно-заповідного фонду АР Крим та інших територій, що підлягають особливій охороні, про оголошення природних та інших об'єктів, що мають історичну, культурну, екологічну або наукову цінність, пам'ятками історії або культури, які охороняються законом;
- визначення порядку укладення та затвердження договорів і угод від імені АР Крим з питань, віднесених до відання АР Крим, затвердження договорів та угод.

ВР АР Крим здійснює інші повноваження, віднесені до її відання Конституцією України та законами України, а також віднесені до її відання Конституцією АР Крим і нормативно-правовими актами ВР АР Крим у межах її компетенції.

## Порядок прийняття нормативно-правових актів
ВР АР Крим більшістю голосів депутатів від їх загального складу приймає Конституцію АР Крим, зміни та доповнення до неї, які набирають чинності після затвердження їх Верховною Радою України та опублікування. ВР АР Крим з питань, що носять нормативно-правовий характер, приймає постанови, з питань організаційно-розпорядчого характеру приймає рішення. Постанови та рішення ВР АР Крим приймаються на її засіданні відкритим або таємним голосуванням більшістю голосів депутатів від загального складу ВР АР Крим.
Право внесення проектів нормативно-правових актів у ВР АР Крим належить депутатам ВР АР Крим, які реалізують його індивідуально або колективно, а також Раді міністрів АР Крим.
Нормативно-правові акти ВР АР Крим підписуються Головою ВР АР Крим протягом 14 днів після їх прийняття та набирають чинності в порядку, встановленому Конституцією АР Крим і нормативно-правовими актами ВР АР Крим.

## Президія
Для координації роботи органів ВР АР Крим, сприяння депутатам у виконанні ними своїх обов'язків, підготовки сесій та реалізації інших повноважень утворюється Президія ВР АР Крим. У Президію ВР АР Крим входять за посадою Голова Верховного Ради АР Крим, його перший заступник та заступник, голови постійних комісій ВР АР Крим. Очолює Президію ВР АР Крим Голова ВР АР Крим.
Президія ВР АР Крим:
- скликає сесії ВР АР Крим та організовує їх підготовку;
- формує проект порядку денного та вносить його на затвердження сесії ВР АР Крим;
- координує роботу органів ВР АР Крим;
- забезпечує реєстрацію та офіційне оприлюднення нормативно-правових актів ВР АР Крим;
- засновує Почесну грамоту Президії ВР АР Крим.

Не рідше одного разу на рік Президія ВР АР Крим звітує перед Верховною Радою АР Крим про виконану роботу.

## Постійні комісії
Постійні комісії ВР АР Крим є органами ВР АР Крим, що обираються з числа її депутатів для вивчення, попереднього розгляду та підготовки питань, що належать до її відання, здійснення контролю за виконанням постанов та рішень ВР АР Крим.
Повноваження та порядок діяльності постійних комісій визначаються Регламентом ВР АР Крим та нормативно-правовими актами ВР АР Крим.
З метою забезпечення контролю за дотриманням законодавства України про приватизацію ВР АР Крим утворює Контрольну комісію ВР АР Крим з питань приватизації.

## Керівництво

### Перші заступники
- Борис Давидович Дейч (14 травня 1998 — 29 квітня 2002)
- Василь Олексійович Кисельов (15 травня 2002 — 12 травня 2006)
- Сергій Павлович Цеков (19 травня 2006 — 5 жовтня 2009)
- Григорій Адольфович Іоффе (21 жовтня 2009 — 17 березня 2010)
- Сергій Павлович Цеков (19 березня 2010 — 16 листопада 2010)
- Костянтин Михайлович Бахарєв (16 листопада 2010 — 21 грудня 2011)
- Сергій Георгійович Донич (з 21 грудня 2011 — 14 березня 2014)

### Заступники
- Георгій Іванович Капшук (22 березня 1991 — 11 жовтня 1991)
- Іван Федосович Єрмаков (23 травня 1991 — 10 травня 1994)
- Анатолій Кирилович Маслов (4 вересня 1991 — 10 травня 1994)
- Віктор Петрович Межаков (11 травня 1994 — 1 березня 1995)
- Олексій Олексійович Мельников (11 травня 1994 — 1 березня 1995)
- Володимир Миколайович Кличников (9 березня 1995 — 6 липня 1995)
- Олександр Іванович Фролов (9 березня 1995 — 6 липня 1995)
- Анушаван Сороневич Данелян (11 липня 1995 — 18 вересня 1996)
- Юрій Володимирович Подкопаев (11 липня 1995 — 5 лютого 1997)
- Рефат Абдурахманович Чубаров (11 липня 1995 — 29 квітня 1998)
- Володимир Миколайович Кличников (17 жовтня 1996 — 5 лютого 1997)
- Анушаван Суренович Данелян (13 лютого 1997 — 29 квітня 1998)
- Геннадій Сергійович Рубцов (13 лютого 1997 — 29 квітня 1998)
- Юрій Петрович Корнілов (14 травня 1998 — 29 квітня 2002)
- Ільмі Рустемович Умеров (15 травня 2002 — 21 вересня 2005)
- Володимир Миколайович Закорецкий (28 вересня 2005 — 12 травня 2006)
- Михайло Олексійович Бахарєв (19 травня 2006 — 16 листопада 2010)
- Григорій Адольфович Іоффе (з 16 листопада 2010 — 14 березня 2014)

## Вибори

### Порядок проведення
Відповідно до статті 136 Конституції України, депутати ВР АР Крим обираються на основі загального, рівного, прямого виборчого права шляхом таємного голосування. Строк повноважень ВР АР Крим, депутати якої обрані на чергових виборах, становить п'ять років. Припинення повноважень ВР АР Крим має наслідком припинення повноважень її депутатів.
Чергові вибори до ВР АР Крим відбуваються в останню неділю жовтня п'ятого року повноважень ВР АР Крим, обраної на чергових виборах.

### Результати
31 жовтня 2010 відбулися вибори до ВР АР Крим.
| № | Партія          | Здобуто місць |
| - | --------------- | ------------- |
| 1 | Партія регіонів | 80            |
| 2 | КПУ             | 5             |
| 3 | НРУ             | 5             |
| 4 | Союз            | 5             |
| 5 | Руська єдність  | 3             |
| 6 | Сильна Україна  | 2             |

#### Багатомандатні округи
| № | Партія чи блок     | Голосів «За» | У %    | +/- відсотків у порівнянні з попередніми виборами | Місць |
| - | ------------------ | ------------ | ------ | ------------------------------------------------- | ----- |
| 1 | Партія Регіонів    | 357030       | 48,93% | +19,54%                                           | 32    |
| 2 | КПУ                | 54172        | 7,42%  | +1,15%                                            | 5     |
| 3 | НРУ                | 51253        | 7,02%  | +0,47%                                            | 5     |
| 4 | Союз               | 38514        | 5,28%  | -1,47%                                            | 3     |
| 5 | Руська єдність     | 29343        | 4,02%  | —                                                 | 3     |
| 6 | Сильна Україна     | 26515        | 3,63%  | —                                                 | 2     |
|   | ВО «Батьківщина»   | 19589        | 2,68%  | -3,62                                             | 0     |
|   | ПСПУ               | 12614        | 1,73%  | —                                                 | 0     |
|   | Партія пенсіонерів | 11133        | 1,53%  | —                                                 | 0     |
|   | «Фронт Змін»       | 8281         | 1,13%  | —                                                 | 0     |
|   | Народна партія     | 4563         | 0,63%  | —                                                 | 0     |
|   | ВО «Свобода»       | 1361         | 0,19%  | —                                                 | 0     |
|   | КУН                | 702          | 0,10%  | —                                                 | 0     |
|   | Проти всіх         | 57552        | 7,89%  | —                                                 | —     |
|   | Недійсні бюлетені  | 21794        |        | -1,43%                                            | —     |
|   | В цілому           |              | 100%   | —                                                 | 50    |

#### Одномандатні округи
| № | Партія          | Здобуто місць |
| - | --------------- | ------------- |
| 1 | Партія Регіонів | 48            |
| 2 | Союз            | 2             |

## ВР Криму як елемент російської експансії у Криму (2014)

### Захоплення
27 лютого 2014, приблизно о 4 год. 30 хв. невідомими озброєними молодиками в кількості за різними даними від 50 до 120 чи більше осіб було захоплено будівлю ВР АР Крим та Ради міністрів АР Крим. Перед входом до будівлі нападниками було споруджено барикаду з підручних предметів (дерев'яні піддони, сміттєві баки тощо), а на будівлі вивішено прапори Росії. Міліція оточила квартал, де знаходиться будівля Ради міністрів АР Крим. Голова Ради міністрів АР Крим Анатолій Могильов намагався провести перемовини, натомість нападники заявили, що неуповноважені вести переговори та висувати вимоги.
Того ж дня у захопленій бойовиками будівлі зібралися частина депутатів, що прийняли рішення про відставку чинного прем'єр-міністра АРК Анатолія Могильова та оголошення референдуму щодо статусу Криму. За офіційними даними за відповідне рішення проголосували 61 із 64 присутніх депутатів, натомість існують свідчення окремих депутатів про те, що реально голосували 40-41 депутатів, тоді як голоси інших були сфальсифіковані шляхом використання карток-дублікатів

### Розпуск ВР АРК
Верховна Рада України ухвалила постанову про дострокове припинення повноважень Верховної Ради Автономної Республіки Крим 6 скликання (№4461). ВР постановила що відповідно до пункту 28 частини першої статті 85 Конституції України, абзацу п’ятого частини першої статті 22 Конституції Автономної Республіки Крим, частини шостої статті 4 Закону України «Про Верховну Раду Автономної Республіки Крим», враховуючи Висновок Конституційного Суду України у рішенні № 2-рп/2014 від 14 березня 2014 року у справі про проведення місцевого референдуму в АРК щодо порушення Верховною Радою Криму Конституції України, Верховна Рада України постановляє достроково припинити повноваження Верховної Ради Автономної Республіки Крим.

## Російські думці (сенатори) і їхня участь у процесі ескалації кримського конфлікту

### Реакція в Україні
- Олександр Турчинов, який був виконувачем обов'язків Президента та Головою ВР України, звернувся до всіх керівників Чорноморського флоту Російської Федерації з вимогою, щоб всі військовики перебували в межах територій, які окреслені угодою Російської військової присутності в Криму та Севастополі. Він також заявив, що будь-які пересування, тим паче зі зброєю за межами територій будуть оцінені як військова агресія[11]. Факт захоплення будівлі він розцінив як порушення законодавства[12].
- Арсен Аваков, виконувач обов'язків міністра внутрішніх справ України повідомив, що через захоплення Верховної Ради й Ради міністрів Криму у Сімферополі по тривозі піднято внутрішні війська і весь склад міліції. Також він зазначив про прийняття низки заходів реагування для протидії розвитку екстремістських дій, недопущення розвитку ситуації у збройне зіткнення в центрі міста[13].
- Прокуратурою АР Крим при наданні оцінки захопленню будівель названо такі дії терактом та відкрито кримінальне провадження за статтею 258 КК України «Терористичний акт». Розслідування доручено управлінню Служби безпеки України Автономної Республіки Крим[14].

### Реакція Росії
- Чорноморський флот Російської Федерації направив бронетранспортери без розпізнавальних знаків з військової частини, розташованої в селі Укромне в напрямку Сімферополя, проте вони були зупинені та вимушені повернутися назад[15].